# Association Sportive Sud-Est
Associação Sportive Sud-Est (ou simplesmente Sud-Est), é um clube de futebol profissional haitiano localizado na comuna de Jacmel, capital do departamento de Sud-Est, Haiti e cujo lugar dá nome ao clube. Fundado em 28 de fevereiro de 2015, é um dos clubes mais novos da Digicel Première Division 2017, junto do Real du Cap. Com apenas dois anos de existência, veio a conquistar a segunda divisão e o acesso em 2016. Tem como presidente honorário o ex-senador de Jacmel, Edwin (Edo) Zenny.

## Títulos
- Haiti Division 2 Ligue: 1 (2016)